# کیسه حرارتی

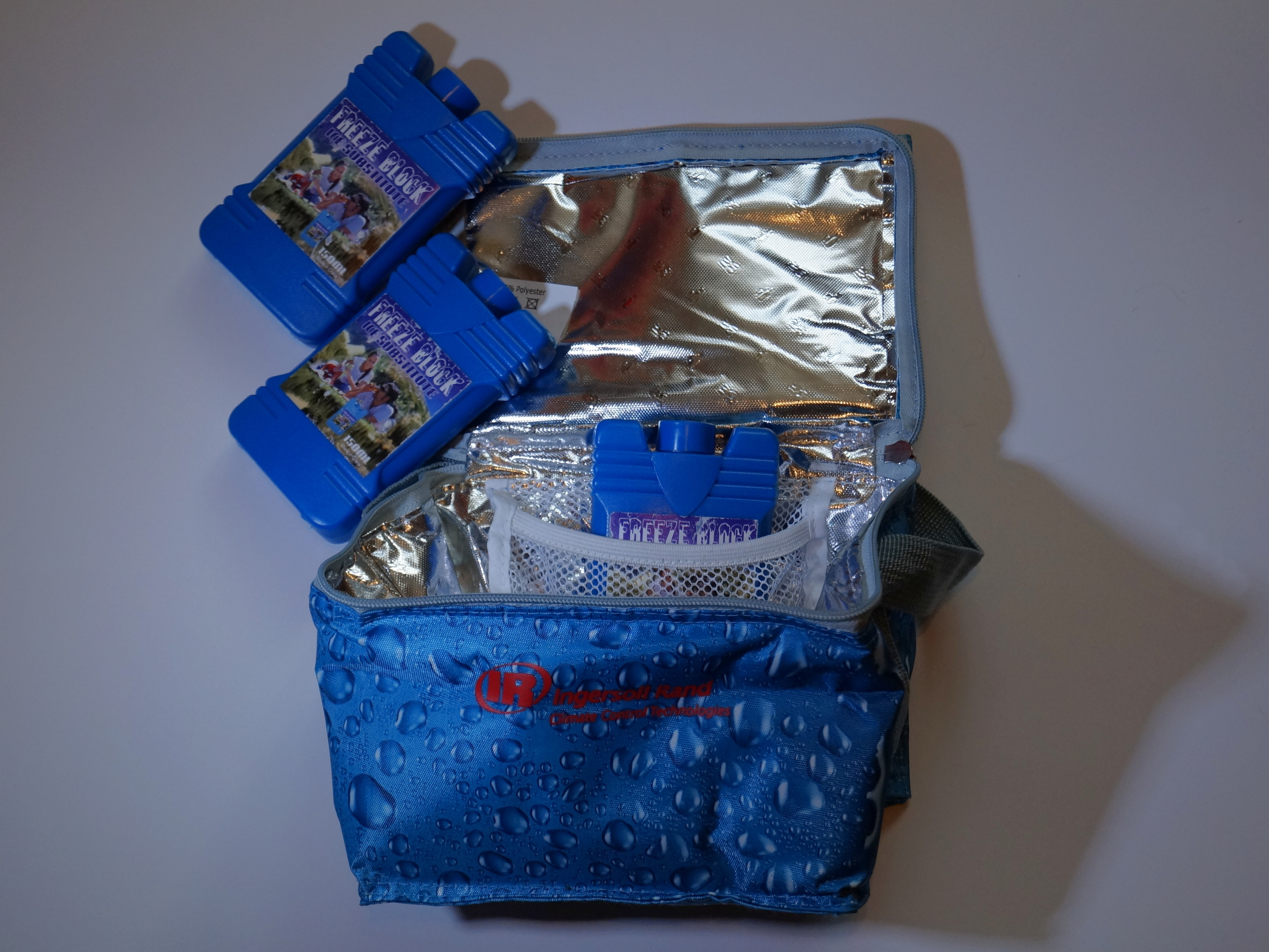
کیسه عایق حرارتی با کیسه یخ

کیف حرارتی نوعی کانتینر حمل و نقل عایق حرارتی به شکل کیسه است که می‌توان آن را حمل کرد و معمولاً از مواد عایق حرارتی و گاهی اوقات از ژل مبرد ساخته می‌شود. این کیف برای کمک به حفظ دمای محتویات خود، سرد نگه داشتن اقلام سرد و گرم نگه داشتن اقلام گرم استفاده می‌شود.
کیسه‌های عایق‌بندی شده سال‌هاست که در صنعت، مصارف پزشکی/دارویی، تحویل غذا ، کیسه‌های ناهار و غیره مورد استفاده قرار می‌گیرند. طرح‌های مختلفی از آنها موجود است.

## انواع کیسه حرارتی

### کیسه‌های خرید
کیسه‌های خرید حرارتی تجاری، برای حمل خریدهای حساس به دما به خانه بدون شکستن زنجیره سرما ، برای اولین بار توسط فروشگاه‌های مواد غذایی و سایر فروشگاه‌ها در اروپا در اواسط دهه 1980 معرفی شدند. یک کیسه حرارتی برای گرم نگه داشتن پیتزاهای تحویل داده شده توسط اینگرید کوسار در سال 1983 اختراع شد و اکنون معمولاً مورد استفاده قرار می‌گیرد.   یک جعبه خنک از نظر مفهومی بسیار مشابه است، اما معمولاً بزرگتر و به شکل یک جعبه سفت و سخت است.

### استفاده پزشکی
کیسه‌های دارویی حرارتی برای حمل داروهای حساس به دما طراحی شده‌اند و از آنها در برابر آسیب‌های ناشی از دما، ضربه و نور محافظت می‌کنند. بسیاری از واکسن‌ها مواد بیولوژیکی ظریفی هستند که در صورت یخ زدن، قرار گرفتن در معرض دمای بیش از حد یا قرار گرفتن در معرض نور شدید، می‌توانند بخشی یا تمام اثر خود را از دست بدهند. چنین واکسن‌هایی باید در محدوده دمایی مشخصی، معمولاً ۲ تا ۸ درجه سلسیوس (۳۶ تا ۴۶ درجه فارنهایت) نگهداری شوند. ، از زمان تولید تا زمان استفاده. طبق گزارش سازمان بهداشت جهانی ، حداقل ۷٪ از محصولات پزشکی حساس به دما در حین حمل و نقل دچار کاهش قابل توجه قدرت می‌شوند. 

## مواد ساخت
کیسه‌های حرارتی معمولاً با مقادیر مختلفی از مواد زیر تولید می‌شوند:
- فیلم PET (با جهت‌گیری دو محوره) (مایلار و غیره)
- یونولیت
- پارچه
- نبافته‌ها
- پلی اتیلن
- پلی اورتان
- پلی‌پروپیلن
- بسته‌های ژل